# Jurassic Park: The Ride
Jurassic Park : The Ride ou Jurrasic World: The Ride ou Jurassic Park River Adventure est une attraction des parcs Universal basée sur les films Jurassic Park et Jurassic World et a été conçue selon les directives de Steven Spielberg. Elle a ouvert pour la première fois à Universal Studios Hollywood le 21 juin 1996, puis à Universal's Islands of Adventure en 1999 et enfin à Universal Studios Japan. En 2018, la version originale d'Hollywood a fermé ses portes et a été remplacée par une nouvelle attraction basée sur la seconde trilogie, nommée Jurassic World : The Ride ouverte en juillet 2019.

## Histoire
L'attraction Jurassic Park: The Ride entre en développement en novembre 1990 et son premier exemplaire ouvre à Universal Studios Hollywood le 15 juin 1996 pour un coût de 110 millions de dollars. Selon le scénario de l'attraction, John Hammond aurait été contacté pour reconstruire le parc à l'endroit du parc à thèmes. Universal's Islands of Adventure à Orlando possède une section entière dédiée à Jurassic Park, laquelle inclut la principale attraction, ici baptisée Jurassic Park River Adventure, qui ouvre en mars 1999 ainsi que plusieurs attractions plus modestes basées sur l'univers de la série. Haut de 26 mètres (85 pieds), le plongeon de l'attraction d'Orlando était le plus haut jamais construit à l'ouverture de Jurassic Park River Adventure. Le 31 mars 2001 ouvre Universal Studios Japan qui propose également une section Jurassic Park avec plusieurs boutiques et l'attraction Jurassic Park: The Ride.
Le 10 mai 2018, Universal Studios Hollywood annonce la fermeture de sa version de l'attraction le 3 septembre 2018 pour une rénovation de 9 mois permettant de l'adapter au film Jurassic World,. Une opération, nommée “Countdown to Extinction", lancée par Universal Studios Hollywood en marge des célébrations du 25e anniversaire du film Jurassic Park a permis aux visiteurs de vivre l'expérience de l'attraction une ultime fois avant sa fermeture officielle. L'attraction a rouvert le 12 juillet 2019 sous le nom Jurassic World: The Ride.
Seule la présence des deux stégosaures, du parasaurolophus et de l'enclos à raptors sont identiques à la version précédente. Les acteurs des films Chris Pratt et Bryce Dallas Howard reprennent leurs rôles respectif. Deux nouvelles attractions sont ajoutées à côté de la nouvelle version, la première étant nommée Raptor Encounter et permettant aux visiteurs d'interagir avec Blue, un vélociraptor et Tango, un bébé raptor. La seconde, nommée Triceratops Encounter, permet aux visiteurs d'interagir avec un triceratops adulte nommé Juliet.

## Le parcours
Cette attraction est basée sur une rivière rapide en bateaux (Shoot the Chute). Les passagers des bateaux traversent d'abord une jungle recréant le décor de l'île du film. 

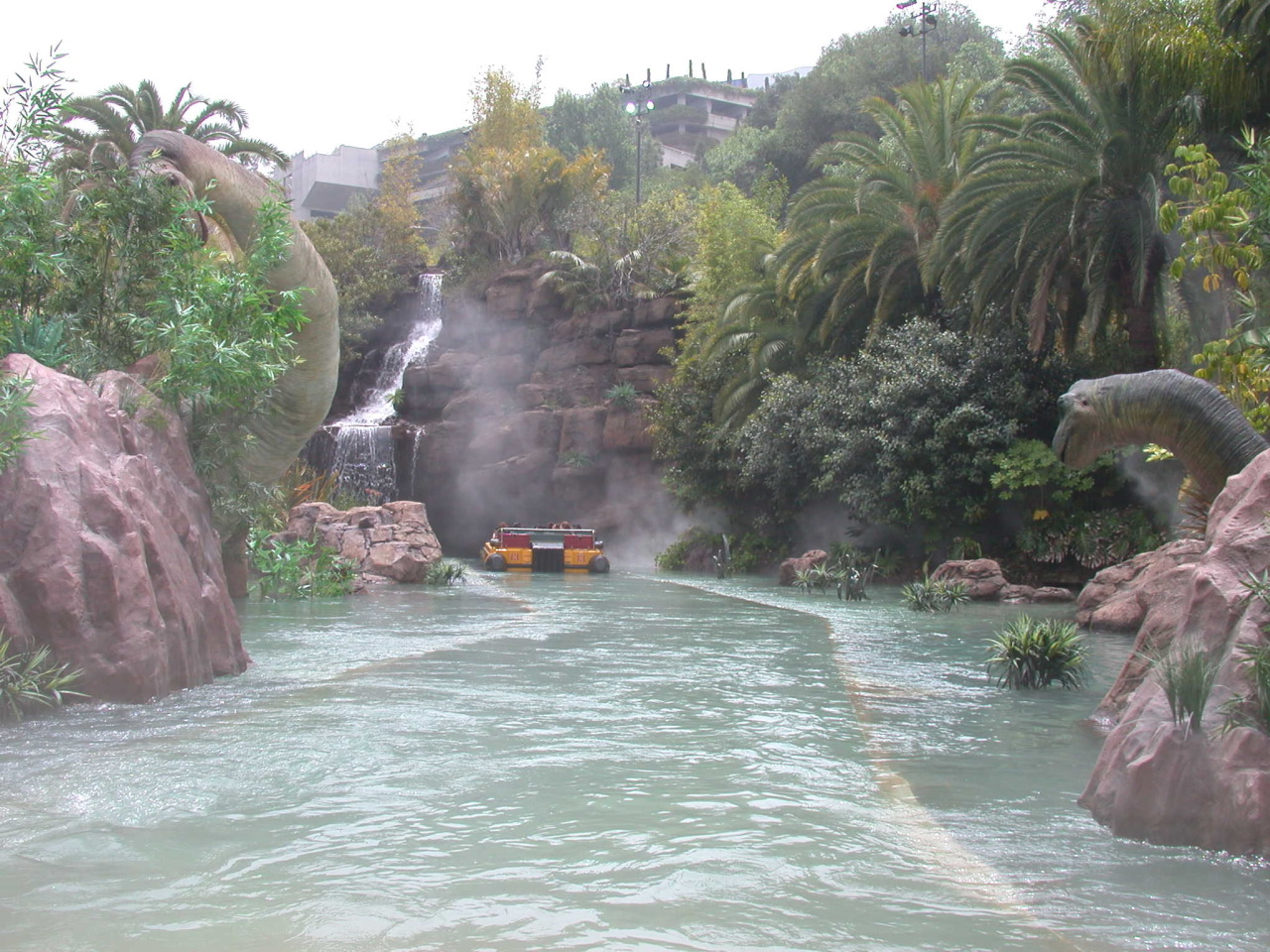
Universal Studios Hollywood

Après le premier virage, l'embarcation passe sous la mythique porte de Jurassic Park. Les pieds dans l'eau, un Brachiosaure (deux à Universal Studios Hollywood, qui sont en réalité une espèce de sauropode à part, des Ultrasaurus) penche sa tête vers les passagers, une voix enregistrée permet de commenter la croisière. Il est dit que cette espèce de dinosaures est malade à Jurassic Park. De l'eau sort de la tête de l'animatronique arrosant les visiteurs, puis des Psittacosaures sont vus sur la rive gauche. Le bateau passe sous un rocher où coule une cascade. Il entre dans une zone encaissée où l'embarcation est arrosée par un geyser et où des Stégosaures (un petit à gauche et un adulte à droite) agitent leur queue épineuse. Ensuite, l'embarcation croise des Parasaurolophus qui jouent dans l'eau, dont l'un d'eux arrose l'embarcation avec ses narines (il n'est pas présent à Universal Studios Hollywood). Alors qu'un logo de la prochaine zone est visible au loin, l'un des Parasaurolophus sort de l'eau et détourne le bateau de sa trajectoire. Celui-ci se rend dans une zone de « détention » des dinosaures les plus dangereux. Deux Compsognathus sont vus se disputer un bout de tissus à côté d'un bateau abandonné (remplacé par un Dilophosaure sur le bateau en question à Universal Studios Hollywood tandis que les deux compsognathus sont vus juste après les Stegosaures, se disputant cette fois pour une boite de pop-corn), puis l'embarcation passe en dessous d''une caisse contenant un raptor (remplacé par une jeep qui tombe sur la droite à Universal Studios Hollywood) avant d'entrer dans les bâtiments (à Universal Studios Hollywood, un Dilophosaure crache sur l'embarcation juste avant).
Les visiteurs seront obligés de traverser les bâtiments abandonnés aux dinosaures carnivores et de plonger dans un lagon 26 m plus bas pour échapper à un Tyrannosaure (à Universal's islands of adventure, il apparaît derrière une cascade, tandis que dans le lagon, des Dilophosaures réapparaissent et crachent sur l'embarcation avant que cette dernière s'arrête).

## Variations

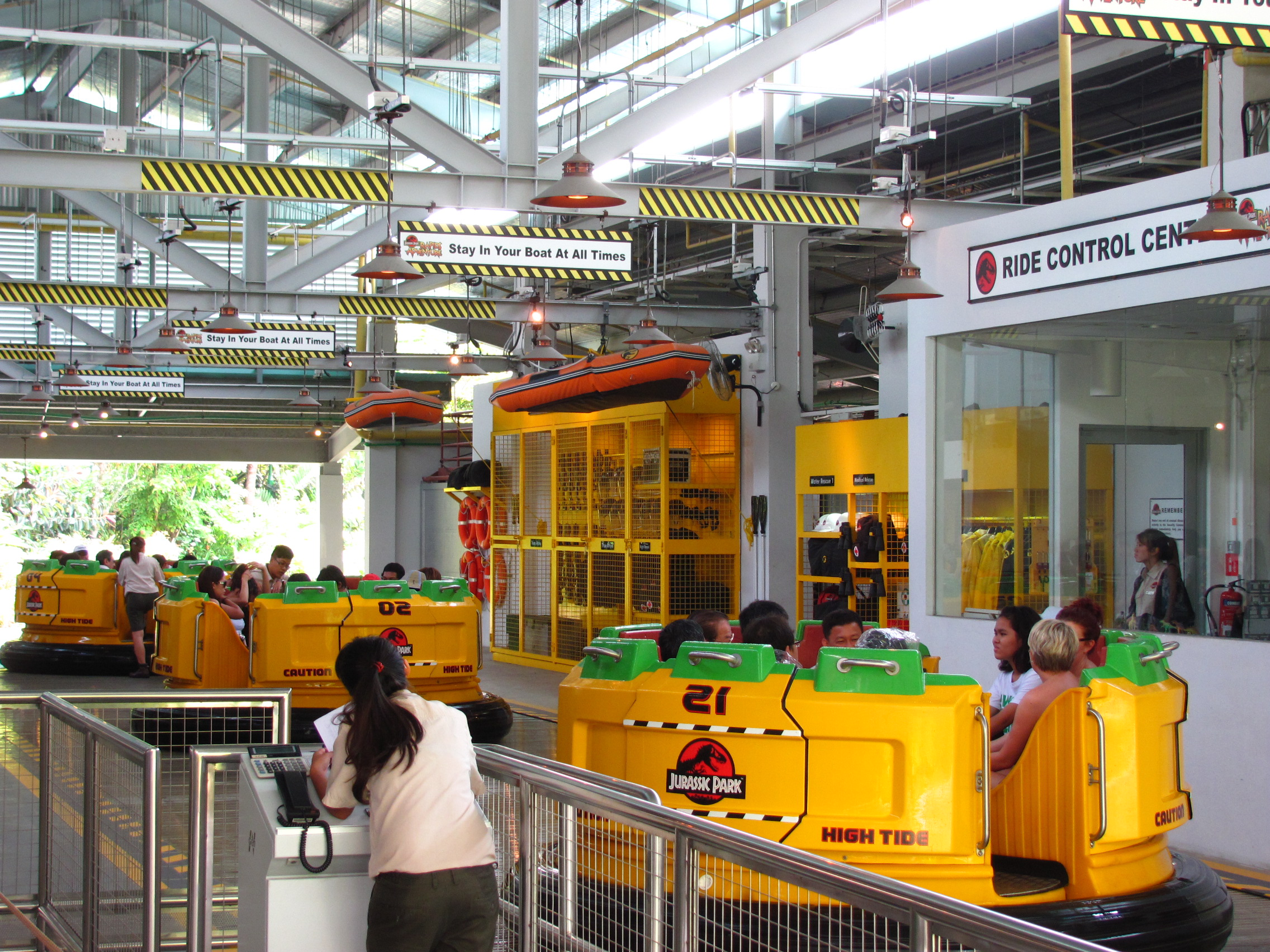
Jurassic Park Rapids Adventure à Universal Studios Singapore.

Il existe une quatrième attraction, nommée Jurassic Park Rapids Adventure, à Singapore (2010). Cette version est un circuit de bouées de Hafema et non pas un Shoot the Chute. Une cinquième version de l'attraction est en cours de construction et devrait ouvrir en 2021 à Universal Studios Beijing.

## Statistiques
- 5,6 millions de litres d'eau sont utilisés dans l'attraction.
- l'attraction a un débit horaire de 3 000 personnes par heure.
- la hauteur du circuit est de 26 m.
- la longueur du circuit est de 580 m.
- Le temps de l'attraction fait environ 5 minutes.

## Galerie

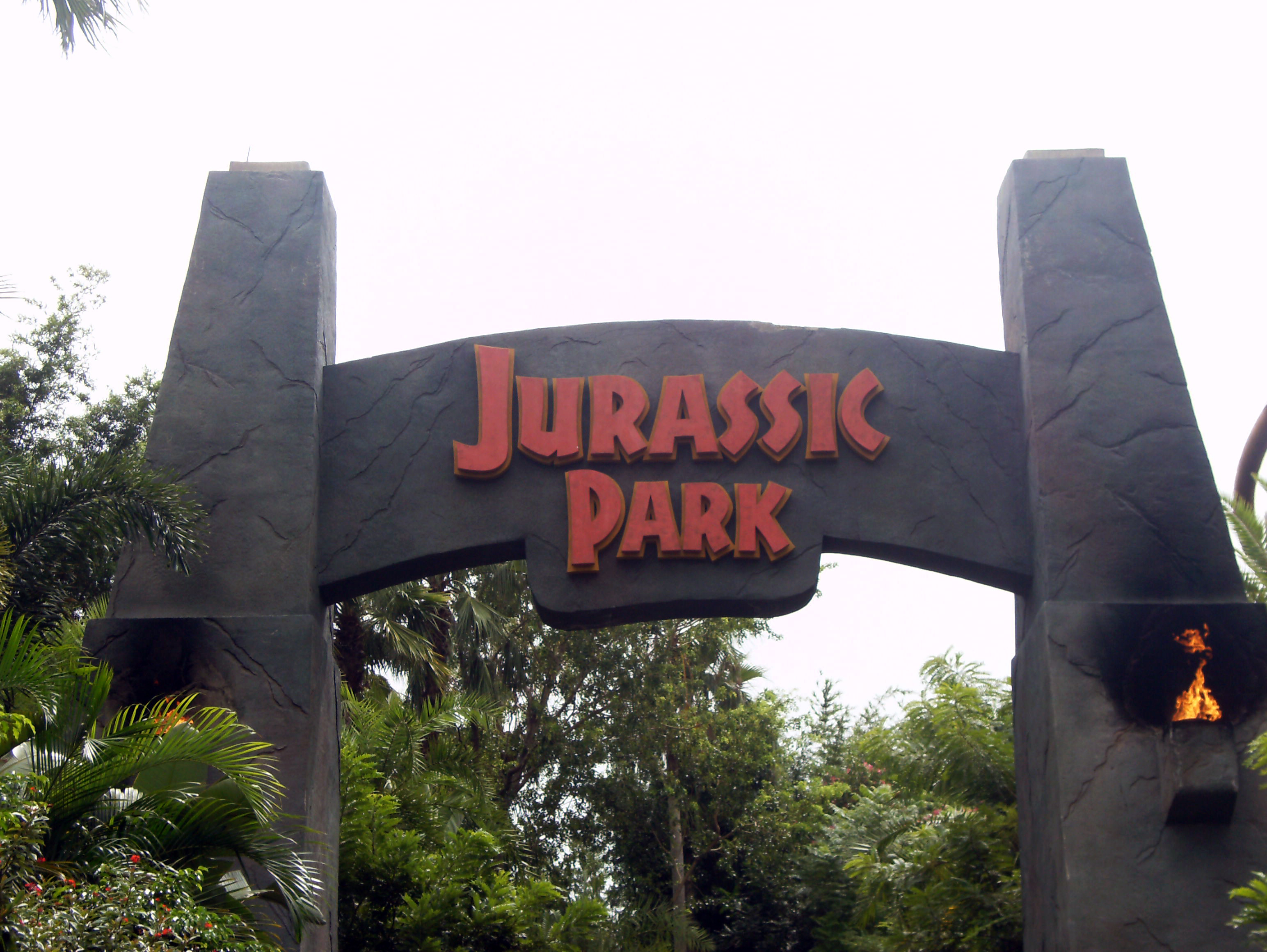
Entrée de la zone Jurassic Park à Universal's Islands of Adventure.
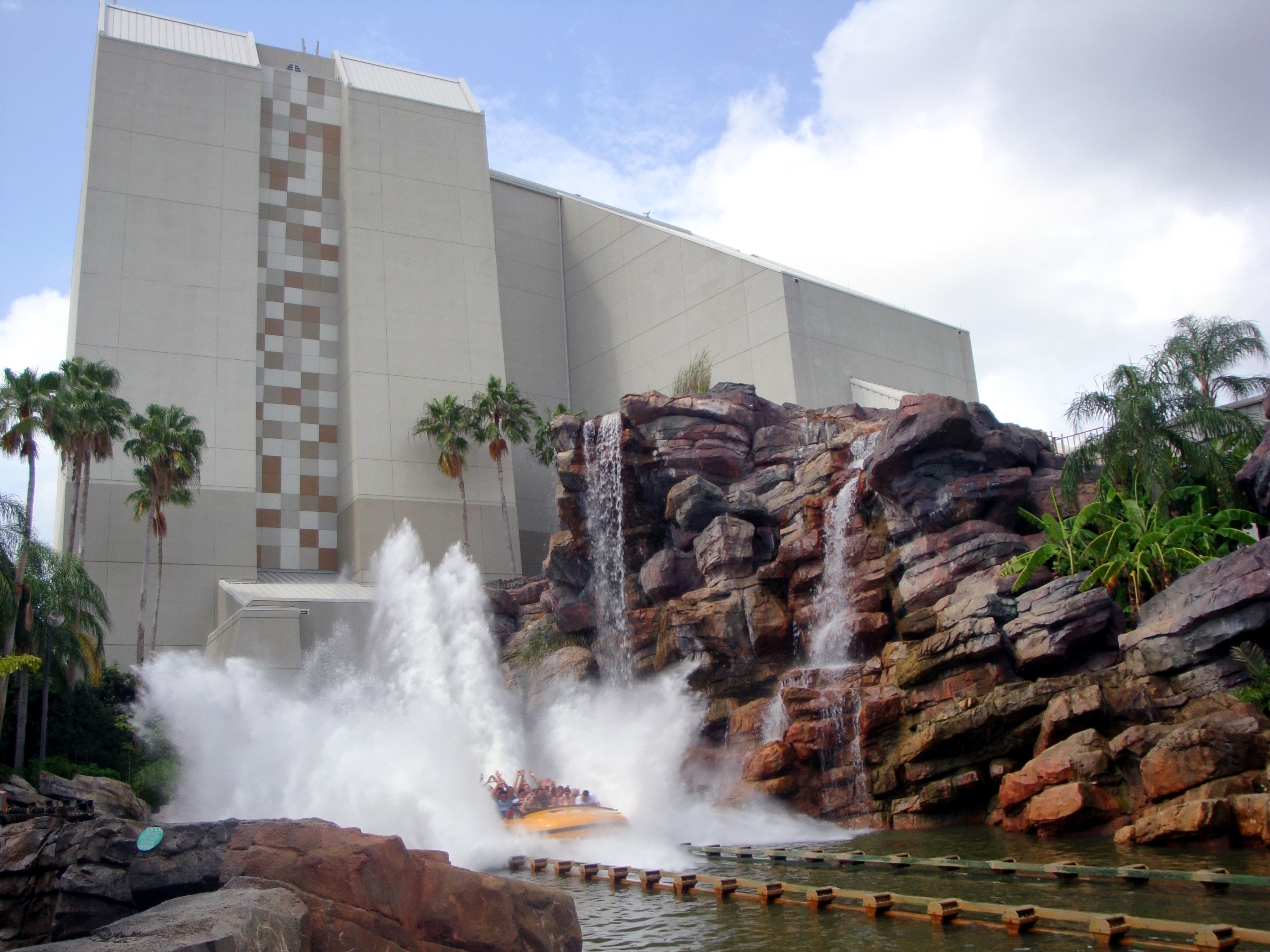
Jurassic Park River Adventure à Universal's Islands of Adventure.
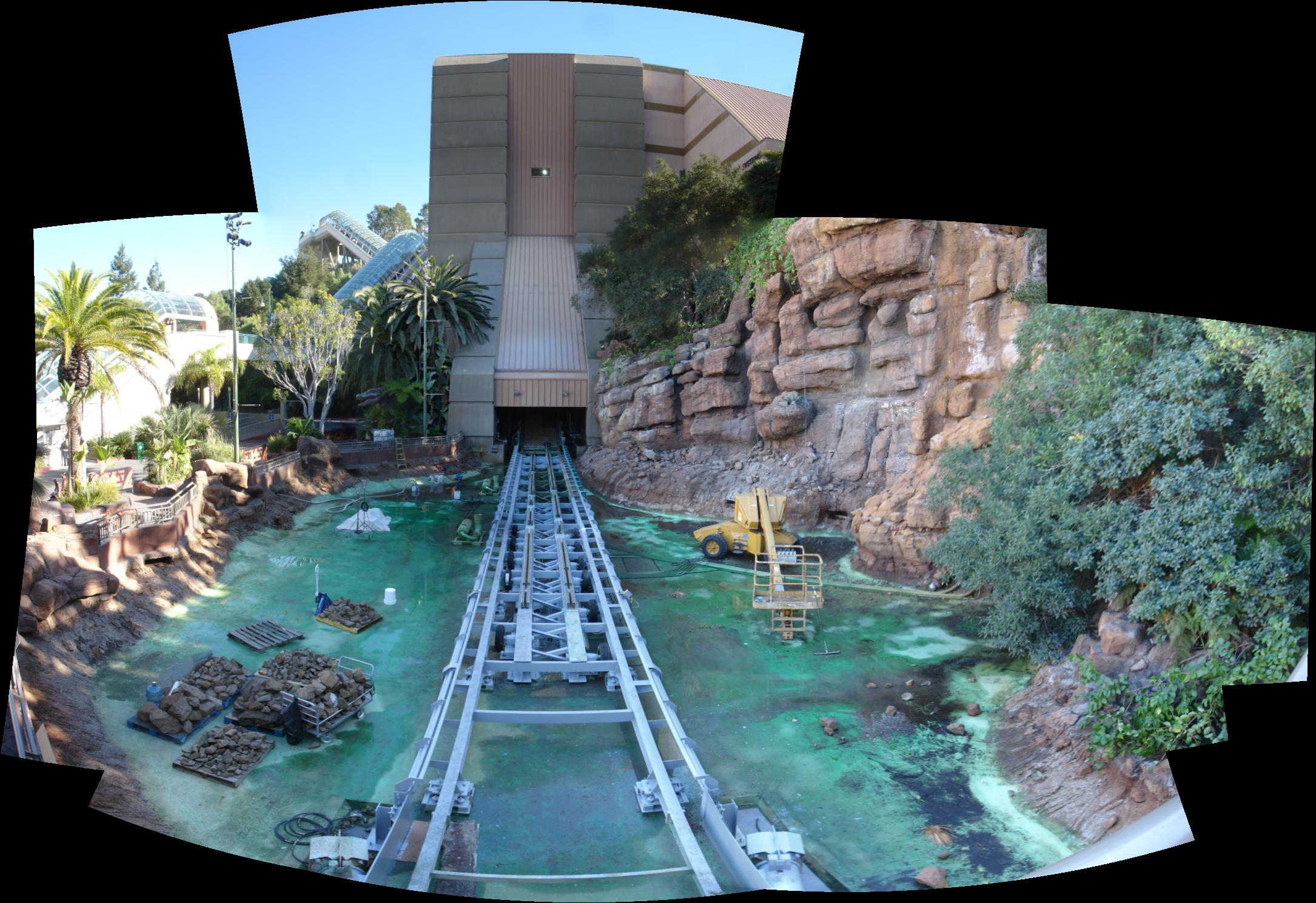
Rénovation à Universal Studios Hollywood.
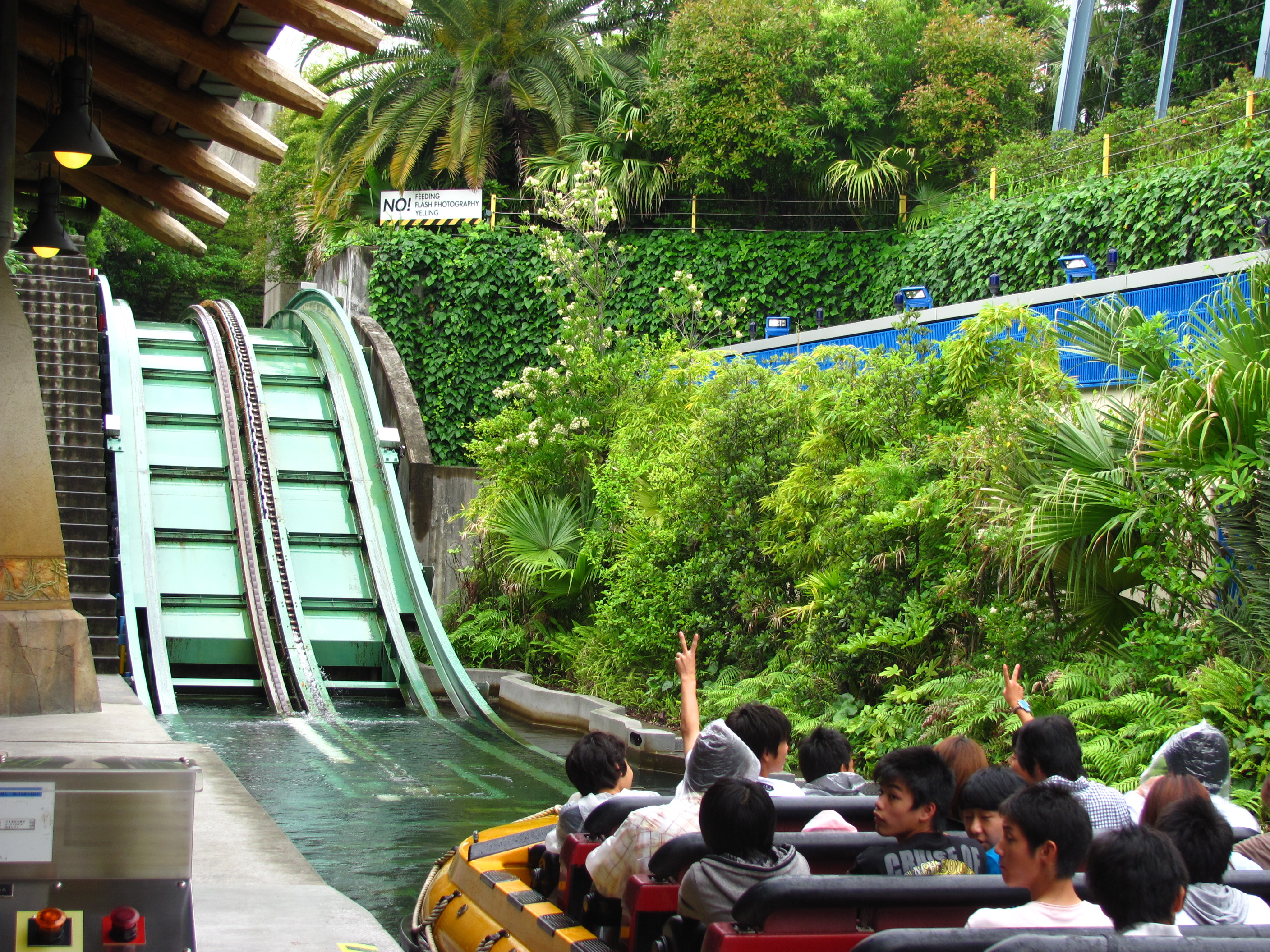
Départ de la gare d'embarquement à Universal Studios Japan.
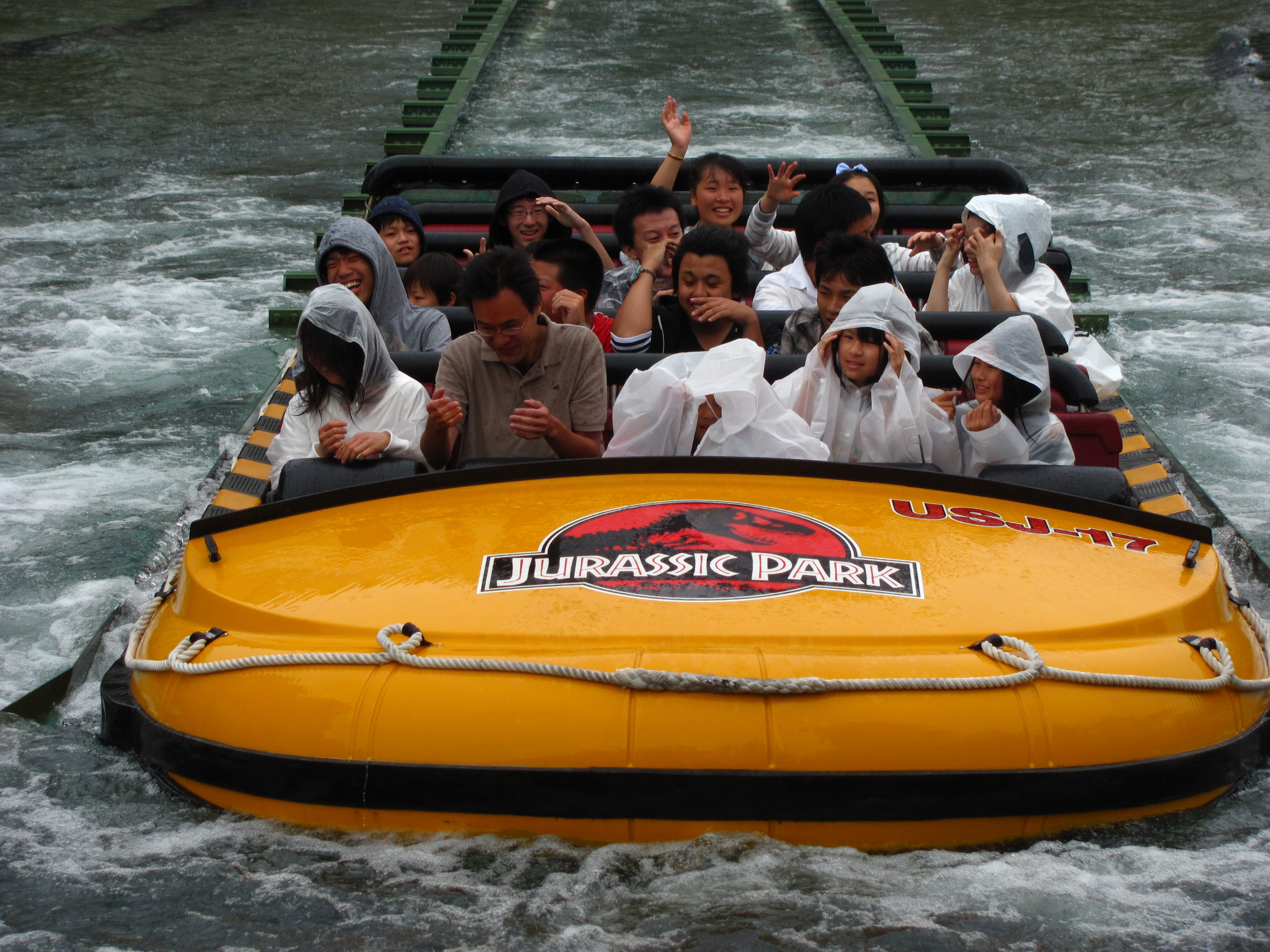
Embarcation de Jurassic Park : The Ride à Universal Studios Japan.